# Oie blanche de Slovaquie
L'oie blanche slovaque, ou oie blanche de Slovaquie (Slovenská biela hus), est une race d'oie domestique de Slovaquie, aujourd'hui devenue très rare. Elle est originaire des environs de Nitra.

## Histoire et description
L'oie blanche de Slovaquie est une race de taille moyenne adaptée à la production de viande, de foie et de plumes. Le poids du jars est de 7 kg, la femelle d'environ 6 kg. Cette race est caractérisée par un corps compact et légèrement incliné, un aspect noble et une constitution solide. C'est une race rustique avec une bonne utilisation du pâturage qu'elle nettoie.
Les oies blanches slovaques sont originaires du croisement de l'oie locale de la région du Danube (appelée Podunajsko en slovaque) avec des oies hongroises et l'oie d'Emden. Cependant, d'autres races, en particulier l'oie de Poméranie , ont été parfois croisées avec l'oie blanche slovaque. Le gabarit standard de l'oie blanche de Slovaquie est principalement similaire au gabarit de l'oie de Poméranie, en plus léger, et peu d'animaux sont très différents de la norme.
L'oie blanche slovaque est appréciée pour son élevage extrêmement facile. Elle a de bonnes qualités d'éleveuse et peut vivre une douzaine d'années. L'oie blanche slovaque peut pondre de 12 à 14 œufs à la première saison avec une coquille de couleur porcelaine. Elle peut ensuite pondre encore 8 à 10 œufs au cycle suivant. Elle est peu exigeante pour son alimentation. Le facteur décisif est le pâturage, complété par des aliments composés. L'oie blanche slovaque était surtout élevée pour sa viande de qualité. On pouvait engraisser des jars jusqu'à 11 à 12 kg et son foie gras était fort apprécié, ainsi que ses plumes de haute qualité. Aujourd'hui cette race est élevée surtout pour sa préservation.
En raison du petit nombre d'animaux reproducteurs (200 femelles et 100 jars), l'oie blanche slovaque est désormais considérée comme une espèce menacée.